# Lost in the West
Lost in the West (significa letteralmente Perduto in Occidente) è una miniserie televisiva di genere commedia-western che è stata trasmessa su Nickelodeon USA dal 28 al 30 maggio 2016. È stato diretto da Carlos González e prodotto da Galdo Media. In Italia va in onda su Nickelodeon dal 10 al 24 settembre 2016 mentre su Super! dal 15 settembre 2017 al 24 novembre 2017.

## Trama
Due fratellastri accidentalmente inventano una macchina del tempo e vengono trasportati dal presente al 1885, dove sono in conflitto con il sindaco locale.

## Episodi
| nº | Titolo inglese | Titolo italiano | Prima Tv USA   | Prima Tv Italia   |
| -- | -------------- | --------------- | -------------- | ----------------- |
| 1  | Part 1         | Parte 1         | 28 maggio 2016 | 10 settembre 2016 |
| 2  | Part 2         | Parte 2         | 29 maggio 2016 | 17 settembre 2016 |
| 3  | Part 3         | Parte 3         | 30 maggio 2016 | 24 settembre 2016 |